# 艳红芭蕉螺
艳红芭蕉螺（学名：Marchia loebbeckei），是新腹足目骨螺科长芭蕉螺属的一种。主要分布于印度尼西亚、台湾，常栖息在深海。